# Tilia amurensis
Tilia amurensis es una especie fanerógama de la familia Malvaceae. 

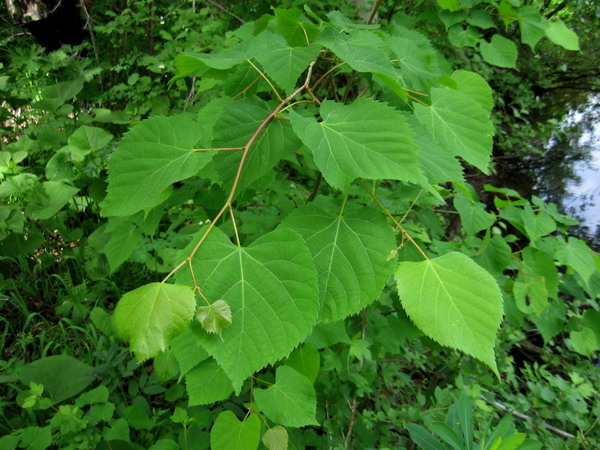
Hojas

## Características
Es un árbol que alcanza hasta 30 m de altura media.  En EE. UU. vive en zona 4 , y es susceptible a heladas. Tiene  flores hermafroditas y son polinizadas por los insectos.  La planta prefiere zonas arenosas, media margoso y pesado de arcilla y suelo bien drenado,  suelos (básicos), neutrales a ligeramente alcalinos.  Puede crecer en la semisombra (arbolado ligero) o ninguna sombra.  Requiere  suelo húmedo

## Cultivo
Prefiere un buen terreno alcalino margoso húmedo al suelo neutral pero tiene éxito en los suelos levemente ácidos. Crece de mala forma en cualquier suelo muy seco o muy mojado. Evitar posiciones expuestas. Tiene éxito en el sol o la semisombra. Prefiere un clima continental, creciendo más lentamente y no produciendo  semilla fértil en áreas con los veranos frescos. Las plántulas toleran un nivel razonable de la cortina lateral. Esta especie es estrechamente vinculada a la tila cordata. Es también estrechamente vinculada a la japonica, alternando en tener hojas y brácteas más pequeñas. Los árboles de suelo ricos en cal tienden a cruzar por hibridación libremente si otros miembros del género están creciendo cerca. Si el crecimiento de las plantas de la semilla  es importante asegurar la semilla vino de una fuente salvaje o de un grupo aislado de la sola especie. 
Los árboles son atacados generalmente por los áfidos que cubren la tierra y las hojas con una ligamaza pegajosa. Absolutamente tolerante de disturbio de la raíz, los árboles semimaduros hasta 5 metros de alto se han trasplantado con éxito. Las plantas en este género son notablemente resistentes al hongo de miel.

## Reproducción
Son muchas las semillas producidas en Gran Bretaña no es viable, se cortan algunos de las envolturas de semillas abiertos para ver si hay una semilla adentro. Si es posible, obtenga la semilla fresca que es madura pero no ha desarrollado hasta ahora una capa de semilla dura y siémbrela inmediatamente en un marco frío. Puede germinar en el resorte siguiente aunque podría tardar 18 meses. La semilla almacenada puede ser muy lenta germinar. Tiene una capa de semilla dura, inactividad del embrión y una capa dura en el pericarpio. Todos estos factores significan que la semilla puede tomar hasta 8 años para germinar. Una forma de acortar esta vez es estratificar la semilla para 5 meses en las temperaturas altas (10 °C en la noche, hasta 30 °C por día) y entonces 5 meses de estratificación fría. Cuando son bastante grandes dirigir, pinche las plantas de semillero hacia fuera en los potes individuales y crézcalos encendido en el invernadero para su primer invierno. Plántelos hacia fuera en sus posiciones permanentes en último resorte o comienzo del verano, después de las heladas previstas pasadas. El acodar en resorte momentos antes de las hojas despliega. Tarda 1 - 3 años. Los hijuelos, cuando están formados, pueden ser quitados con tanta raíz como sea posible durante la estación inactiva y ser replantados inmediatamente.

## Taxonomía
Tilia amurensis fue descrita por Franz Josef Ruprecht y publicado en Flora Caucasi 253. 1869.
Etimología
Tilia: nombre genérico que deriva de las palabras griegas: ptilon (= ala), por la característica de las brácteas que facilita la propagación de la fruta por el viento.
amurensis: epíteto geográfico que alude a su localización en la cuenca del río Amur.
Variedades aceptadas
- Tilia amurensis var. taquetii (C.K. Schneid.) Liou & Li

Sinonimia
- Tilia amurensis var. amurensis
- Tilia amurensis var. tricuspidata Liou & Li
- Tilia komarovii Ig. Vassil.[2]